# Raphiocarpus longipedunculatus
Raphiocarpus longipedunculatus là một loài thực vật có hoa trong họ Tai voi. Loài này được (C.Y. Wu ex H.W. Li) B.L. Burtt miêu tả khoa học đầu tiên năm 1997.